# Daria Shmeleva (ciclista)
Daria Mijáilovna Shmeliova –em russo, Дарья Михайловна Шмелёва– (Moscovo, 26 de outubro de 1994) é uma desportista russa que compete no ciclismo na modalidade de pista, especialista nas provas de velocidade por equipas e contrarrelógio.
Participou nos Jogos Olímpicos de Verão de 2016, obtendo uma medalha de prata na prova de velocidade por equipas (fazendo casal com Anastasia Voinova). Nos Jogos Europeus de 2019 obteve quatro medalhas, duas de ouro e dois de bronze.
Ganhou 9 medalhas no Campeonato Mundial de Ciclismo em Pista entre os anos 2015 e 2019, e 16 medalhas no Campeonato Europeu de Ciclismo em Pista entre os anos 2012 e 2019.

## Medalheiro internacional
| Jogos Olímpicos    | Jogos Olímpicos            | Jogos Olímpicos   | Jogos Olímpicos        |
| Ano                | Lugar                      | Medalha           | Competição             |
| ------------------ | -------------------------- | ----------------- | ---------------------- |
| 2016               | Rio de Janeiro ( Brasil)   | Medalha de prata  | Velocidade por equipas |
| Campeonato Mundial |                            |                   |                        |
| Ano                | Lugar                      | Medalha           | Competição             |
| 2015               | Saint-Quentin ( França)    | Medalha de prata  | Velocidade por equipas |
| 2016               | Londres ( Reino Unido)     | Medalha de ouro   | Velocidade por equipas |
| 2017               | Hong Kong ( China)         | Medalha de ouro   | Velocidade por equipas |
| 2017               | Hong Kong ( China)         | Medalha de ouro   | 500 m contrarrelógio   |
| 2018               | Apeldoorn ( Países Baixos) | Medalha de prata  | 500 m contrarrelógio   |
| 2018               | Apeldoorn ( Países Baixos) | Medalha de bronze | Velocidade por equipas |
| 2019               | Pruszków ( Polónia)        | Medalha de ouro   | 500 m contrarrelógio   |
| 2019               | Pruszków ( Polónia)        | Medalha de prata  | Velocidade por equipas |
| 2019               | Pruszków ( Polónia)        | Medalha de bronze | Keirin                 |
| Jogos Europeus     |                            |                   |                        |
| Ano                | Lugar                      | Medalha           | Competição             |
| 2019               | Minsk ( Bielorrússia)      | Medalha de ouro   | Velocidade por equipas |
| 2019               | Minsk ( Bielorrússia)      | Medalha de ouro   | 500 m contrarrelógio   |
| 2019               | Minsk ( Bielorrússia)      | Medalha de bronze | Velocidade individual  |
| 2019               | Minsk ( Bielorrússia)      | Medalha de bronze | Keirin                 |
| Campeonato Europeu |                            |                   |                        |
| Ano                | Lugar                      | Medalha           | Competição             |
| 2012               | Panevėžys ( Lituânia)      | Medalha de prata  | Velocidade por equipas |
| 2014               | Baie-Mahault ( França)     | Medalha de ouro   | Velocidade por equipas |
| 2015               | Grenchen ( Suíça )         | Medalha de ouro   | Velocidade por equipas |
| 2015               | Grenchen ( Suíça )         | Medalha de bronze | 500 m contrarrelógio   |
| 2016               | Saint-Quentin ( França)    | Medalha de ouro   | Velocidade por equipas |
| 2016               | Saint-Quentin ( França)    | Medalha de ouro   | 500 m contrarrelógio   |
| 2017               | Berlim ( Alemanha)         | Medalha de ouro   | Velocidade por equipas |
| 2017               | Berlim ( Alemanha)         | Medalha de bronze | Velocidade individual  |
| 2017               | Berlim ( Alemanha)         | Medalha de bronze | 500 m contrarrelógio   |
| 2018               | Glasgow ( Reino Unido)     | Medalha de ouro   | Velocidade individual  |
| 2018               | Glasgow ( Reino Unido)     | Medalha de ouro   | Velocidade por equipas |
| 2018               | Glasgow ( Reino Unido)     | Medalha de ouro   | 500 m contrarrelógio   |
| 2018               | Glasgow ( Reino Unido)     | Medalha de bronze | Keirin                 |
| 2019               | Apeldoorn ( Países Baixos) | Medalha de ouro   | Velocidade por equipas |
| 2019               | Apeldoorn ( Países Baixos) | Medalha de prata  | 500 m contrarrelógio   |
| 2019               | Apeldoorn ( Países Baixos) | Medalha de bronze | Keirin                 |